# نتهالتن
نتهالتن (به فرانسوی: Nothalten) یک کمون در فرانسه با جمعیت ۴۶۰ نفر است که در Canton of Barr واقع شده‌است.